# Microemulsão
Microemulsão é a dispersão de água, óleo e surfactante que é um sistema isotrópico e termodinamicamente estável com diâmetro de domínio disperso variando aproximadamente de 1 a 100 nm, geralmente 10 a 50 nm O termo "microemulsão" foi utilizado pela primeira vez ainda mais tarde por Schulman et al. em 1959 para descrever um sistema multifásico composto por água, óleo, surfactante e álcool, que forma uma solução transparente.

## História
As microemulsões não foram realmente reconhecidas até o trabalho de Hoar e Schulman em 1943, que relatou uma emulsão espontânea de água e óleo na adição de um forte agente de superfície. As primeiras microemulsões comerciais foram provavelmente as ceras líquidas descobertas por Rodawald em 1928. O interesse em microemulsões realmente aumentou no final da década de 1970 e início dos anos 80, quando reconheceu que tais sistemas poderiam melhorar a recuperação do petróleo e quando os preços do petróleo atingiram níveis em que os métodos de recuperação terciária se tornaram lucrativos.